# Tanjung Harapan (Sindang Danau)
Tanjung Harapan is een bestuurslaag in het regentschap Ogan Komering Ulu Selatan van de provincie Zuid-Sumatra, Indonesië. Tanjung Harapan telt 563 inwoners (volkstelling 2010).